# The Chinese Album
The Chinese Album è il secondo album in studio del gruppo musicale britannico Spacehog, pubblicato nel 1998.

## Tracce
Tutte le tracce sono di Royston Langdon, eccetto dove indicato.

1. One Of These Days (David Byrne, Jerry Harrison, Tina Weymouth, Chris Frantz, Brian Eno, Royston Langdon) - 3:35
2. Goodbye Violet Race - 4:00
3. Lucy's Shoe - 4:13
4. Mungo City - 4:34
5. Skylark (Antony Langdon) - 1:57
6. Sand In Your Eyes - 3:49
7. Captain Freeman (Antony Langdon) - 2:27
8. 2nd Avenue (Royston Langdon, N. Chassler) - 2:58
9. Almond Kisses (featuring Michael Stipe) (Antony Langdon) - 2:44
10. Carry On - 3:33
11. Anonymous (Royston Langdon, Antony Langdon) - 3:37
12. Beautiful Girl - 4:09

## Formazione
- Royston Langdon - basso, voce
- Antony Langdon - chitarra, voce
- Jonny Cragg - batteria
- Richard Steel - chitarra